# Sivaganga (distrikt)
Sivaganga är ett distrikt i Indien.   Det ligger i delstaten Tamil Nadu, i den södra delen av landet, 2 100 km söder om huvudstaden New Delhi. Antalet invånare är 1 339 101. Arean är 4 189 kvadratkilometer. Sivaganga gränsar till Madurai och Pudukkottai.
Terrängen i Sivaganga är platt åt sydost, men åt nordväst är den kuperad.
Följande samhällen finns i Sivaganga:
- Kāraikkudi
- Sivaganga
- Devakottai
- Manamadurai
- Tiruppuvanam
- Kottaiyūr
- Mangalam
- Pallattūr
- Nāttarasankottai
- Kanadukattan